# Edward Albee
Edward Franklin Albee (Washington, 12 maart 1928 – Montauk, 16 september 2016) was een Amerikaans toneelschrijver. Albee won drie keer de  Pulitzerprijs en wordt beschouwd als een van de belangrijkste Amerikaanse toneelschrijvers.

## Leven en werk

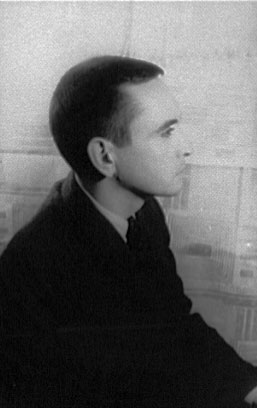
Edward Albee in 1961

Albee werd geboren in Washington, maar werd twee weken later geadopteerd en naar Westchester County in de staat New York gebracht. De vader van Albee bezat enkele theaters, waar Edward vaak rondhing. Hij begon toneelstukken te schrijven toen hij dertig was.
De stukken van Edward Albee zijn onmiskenbaar uniek. Een van zijn hoofdinvloeden is Samuel Beckett geweest en hij wordt beschouwd als een van de eerste Amerikaanse toneelschrijvers van het absurdisme. Zijn stijl is niet zo surrealistisch als die van vele absurdisten, maar de stukken van Albee wijzen op de filosofie dat het leven inherent absurd is.
Hij ontving de Gouden Medaille voor Drama van de American Academy and Institute of Arts and Letters in 1980, en in 1996 de Kennedy Center Honors en de National Medal of Arts. Ook won hij driemaal de Pulitzerprijs voor drama, voor de stukken A Delicate Balance (1966), Seascape (1974) en Three Tall Women (1990-91). Al in 1963 werd zijn meesterwerk Who's Afraid of Virginia Woolf? geselecteerd voor de Pulitzerprijs, maar die werd niet uitgereikt omdat de jury bezwaar had tegen schuttingtaal en seksuele verwijzingen. Wel kreeg het stuk de Tony Award voor beste toneelstuk in 1963 en de New York Drama Critics' Circle Award voor beste toneelstuk in 1962-63. Het werd in 1966 verfilmd door Mike Nichols met in de hoofdrollen Richard Burton en Elizabeth Taylor.
Veel werken van Albee zijn in het Nederlands vertaald door Ernst van Altena. Het wereldberoemde Who's Afraid of Virginia Woolf? is vertaald door Gerard Reve (1964) en Coot van Doesburgh (2002).

## Werk
- The Zoo Story (1958)
- The Death of Bessie Smith (1959)
- The Sandbox (1959)
- Fam and Yam (1959)
- The American Dream (1960)
- Who's Afraid of Virginia Woolf? / Wie is er bang voor Virginia Woolf? (1961, Tony Award)
- The Ballad of the Sad Cafe (1963)
- Tiny Alice / Kleine Alice (1964)
- Malcolm (1965)
- A Delicate Balance / In wankel evenwicht (1966)
- Everything in the Garden / Alles voor de tuin (1967)
- Box (1968)
- Sandbox (1968)
- All Over (1971)
- Seascape (1974)
- Listening (1975)
- Counting the Ways (1976)
- The Lady from Dubuque (1977)
- Lolita (naar de roman door Vladimir Nabokov) (1981)
- The Man Who Had Three Arms (1981)
- Finding the Sun (1982)
- Marriage Play (1987)
- Three Tall Women (1991)
- The Lorca Play (1992)
- Fragments (1993)
- The Play about the Baby (1996)
- The Goat, or Who Is Sylvia? (2000, Tony Award)
- Occupant (2001)
- Peter and Jerry (2004)